# John Kay

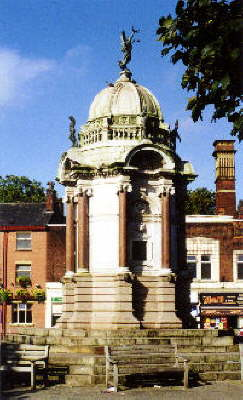
Memorial de John Kay situat a la ciutat de Bury (Gran Manchester)

John Kay va ser un inventor anglès nascut al poblat de Bury (comtat de Lancashire, Anglaterra, Regne Unit), el 1704.
És conegut històricament per ser el pare de la llançadora volant, una eina de producció que va desenvolupar el 1733, la qual permetia teixir peces de cotó en major escala i a major velocitat del que es podria assolir amb l'habilitat manual d'un treballador.
La burgesia anglesa mai va reconèixer la patent del seu invent, i els treballadors que es van veure aturats per causa directa de la llançadora volant van destruir la seva casa a Bury el 1753. A causa d'això, es va traslladar a França, on va morir completament arruïnat el 1780.
John Kay és àmpliament recordat per l'economia moderna, ja que se li atribueix l'inici de la revolució agrícola anglesa; la qual, posteriorment, donaria gènesi a la revolució industrial. La llançadora volant reemplaçava per primera vegada teixidors especialitzats en la cadena de producció de tèxtils, i generava una necessitat d'augmentar la manufactura de fils per a compensar la velocitat de teixit que oferia aquesta eina. Tal necessitat es va convertir en el motor primari del desenvolupament de les innovacions tecnològiques, que finalment convergirien en el naixement del maquinisme.